# Iannis Adetokunbo
Giannis Adetokunbo (en grec Γιάννης Αντετοκούνμπο; Atenes, 6 de desembre del 1994) és un basquetbolista grec d'ascendència nigeriana que actualment juga a l'NBA, a l'equip dels Milwaukee Bucks. Mesura 2,13 metres i juga a la posició d'aler tot i que amb les seves característiques pot jugar tant de base com de pivot.

## Vida
El seu germà gran, Thanassis Adetokunbo també és jugador de bàsquet professional. És fill de immigrants de nacionalitat nigeriana residents a Grècia. De petit, Iannis va ser venedor ambulant juntament amb el seu germà Thanasis per ajudar a sostenir la seva família econòmicament.

## Inicis de trajectòria esportiva
Iannis va començar a jugar a bàsquet a Europa, on el seu entrenador va adonar-se que tenia talent pel bàsquet. Des d'adolescent, el seu entrenador va exigir-li el màxim d'ell tot i que havia d'entrenar i ser venedor ambulant alhora. Als 17 anys va començar a jugar al Filathlitikos B.C., a la segona lliga grega on va promitjar 9,5 punts, 5 rebots i 1,4 assistències per partit. El desembre del 2012 el Basket Zaragoza es va fer amb els seus drets del jugador per 4 anys, en aquell moment una jove promesa de 18 anys i 206 cm, anomenat Giannis Adetokunbo. Mai va arribar a debutar al decantar-se pel ser escollit al Draft de l'NBA. Va ser escollit pels Milwaukee Bucks al Draft de 2013, a primera ronda en 15a posició.

## Carrera Professional
A la NBA s'ha mantingut sempre als Milwaukee Bucks, on el 2017 va ser designat com a jugador amb major progressió de la temporada (NBA Most Improved Player).
El 2019 i 2020 es va endur el premi que el designa com el millor jugador de la temporada regular NBA, o MVP.
El 2021 va guanyar, amb els Milwaukee Bucks, el campionat de l'NBA i va ser elegit MVP de les finals.
L'estiu de 2022 feia la seva gran aparició en un torneig internacional de seleccions, Eurobasket 2022, on amb la seva presència i mèrits recents a la NBA, Grècia passava a ser una de les grans candidates al títol. Tot i fer un bon torneig, Grècia era eliminada a quarts de final a mans d'Alemanya. Iannis va acabar el torneig eliminat per dues faltes antiesportives.